# 제12회 아카데미상
제12회 아카데미 수상식은 1940년 2월 29일에 열렸다. 시상식은 LA 앰베세더 호텔에서 열렸다. 사회자는 코미디의 제왕이라 불리던 미국의 희극 배우 밥 호프가 맡았다.

## 수상
굵은 색으로 된 작품은 당선된 작품을 의미한다.

### 작품상
- 바람과 함께 사라지다 (MGM) - 데이비드 O. 셀즈닉 수상
- 생쥐와 인간 (유나이티드 아티스츠) - 루이스 마일스론
- 오즈의 마법사 (MGM) - 머빈 르로이
- 스미스씨 워싱턴에 가다 (컬럼비아) - 프랑크 카프라
- 굿바이 미스터 칩스 (MGM) - 빅터 사빌
- 폭풍의 언덕 (유나이티드 아티스츠) - 새뮤얼 골든윈
- 역마차 (유나이티드 아티스츠) - 월터 와그너
- 니노치카 (MGM) - 시드니 프랭클린
- 러브 어페어 (RKO) - 레오 맥캐리
- 다크 빅토리 (워너브라더스) - 데이비드 루이스

### 아역상
- 주디 갈런드 수상 - 오즈의 마법사

### 어빙 탈버그상
- 데이비드 O. 셀즈닉 수상 - 바람과 함께 사라지다